# جيمي بايو
جيمي بايو (بالإنجليزية: Jimmy Baio)‏ (مواليد 15 مارس 1962 في بروكلين، الولايات المتحدة)، هو ممثل أمريكي بدأ مسيرته الفنية سنة 1975.

## الأعمال
- قارب الحب (1976) (بدور: أرنولد ميريت)
- قارب الحب (1978) (بدور: نورمان)
- جزيرة الفنتازيا (1979) (بدور: ويلي كولينز)
- جزيرة الفنتازيا (1981) (بدور: جيمي بلير)
- حقائق الحياة (1982) (بدور: باز ريان)
- ترابر جون إم دي (1983)
- ماتلوك (1987) (بدور: مارك ويليامز)

## روابط خارجية
- جيمي بايو على موقع IMDb (الإنجليزية)
- جيمي بايو على موقع ألو سيني (الفرنسية)
- جيمي بايو على موقع أول موفي (الإنجليزية)
- جيمي بايو على موقع قاعدة بيانات برودواي على الإنترنت (الإنجليزية)
- جيمي بايو على موقع قاعدة بيانات الأفلام السويدية (السويدية)
- جيمي بايو على موقع إن إن دي بي (الإنجليزية)
- جيمي بايو على موقع قاعدة بيانات الفيلم (الإنجليزية)
- جيمي بايو على موقع كينوبويسك (الروسية)